# Ƽ
Cette page contient des caractères spéciaux ou non latins. S’ils s’affichent mal (▯, ?, etc.), consultez la page d’aide Unicode.
Ƽ (minuscule ƽ) est une lettre additionnelle qui était utilisée dans l'écriture du zhuang de 1957 à 1982.

## Linguistique
Ƽ représente le cinquième ton (représenté par ˧˥ dans l'alphabet phonétique international). Elle fut remplacée en 1982 par la lettre Q.

## Graphie
La graphie de cette lettre est une altération du chiffre 5.

## Représentations informatiques
Cette lettre possède les représentations Unicode suivantes :
| formes    | représentations | chaînes de caractères | points de code | descriptions                          |
| --------- | --------------- | --------------------- | -------------- | ------------------------------------- |
| capitale  | Ƽ               | Ƽ                     | U+01BC         | lettre majuscule latine cinquième ton |
| minuscule | ƽ               | ƽ                     | U+01BD         | lettre minuscule latine cinquième ton |